# Laevicordia abscissa
Laevicordia abscissa is een tweekleppigensoort uit de familie van de Verticordiidae. De wetenschappelijke naam van de soort is voor het eerst geldig gepubliceerd in 1911 door Pelseneer.